# 김금옥
김금옥(1988년 12월 9일~)은 조선민주주의인민공화국의 장거리달리기 선수이다. 2010년 아시안 게임에 참가해 동메달을 획득했다.